# Kellett XR-10
Kellett XR-10 (později přeznačen na XH-10) byl americký vojenský transportní vrtulník vyvinutý ve 40. letech 20. století společností Kellett Autogiro Corporation pro potřeby amerického armádního letectva (USAAF). Helikoptéra měla být schopná přepravy vojáků, zraněných osob nebo nákladu. Když první prototyp uskutečnil v dubnu 1947 první vzlet, šlo tou dobou o největší a nejvýkonnější vrtulník v USA. Stejně jako předchozí typ Kellett XR-8 měl i XR-10 dva protiběžné prolínající se synchronizované nosné rotory (tato koncepce je v angličtině občas nazývána pojmem „synchropter“).

## Vývoj a konstrukce
Návrh firmy Kellett Autogiro Corporation byl letectvem USA přijat na úkor návrhů společností Sikorsky, Bell a Platt-LePage.
XR-10 měl dva prolínající se synchronizované třílisté hlavní nosné rotory, které rotovaly každý v opačném směru. Tímto se vyrovnával kroutící moment a vrtulník nepotřeboval ocasní rotor. Na konci trupu byla trojice svislých ocasních ploch přichycená k jedné vodorovné ocasní ploše. Motory se nacházely v gondolách po bocích robustního kovového trupu. Specifikem XR-10 byla schopnost letu s obvyklou zátěží při pohonu pouze jedním motorem a to až do výšky 1 400 m.
První ze dvou prototypů vzlétl 24. dubna 1947. Během letových zkoušek se vyskytly problémy s rotory, když se za letu zkřížily dva listy. Po opravě testy pokračovaly až do 3. října 1949, kdy došlo k havárii prvního prototypu, při níž zahynul Dave Driskill, hlavní zkušební pilot společnosti Kellett. Projekt byl ukončen krátce poté. Plánovaná 16místná civilní varianta se nikdy nerealizovala.

## Uživatelé
USA

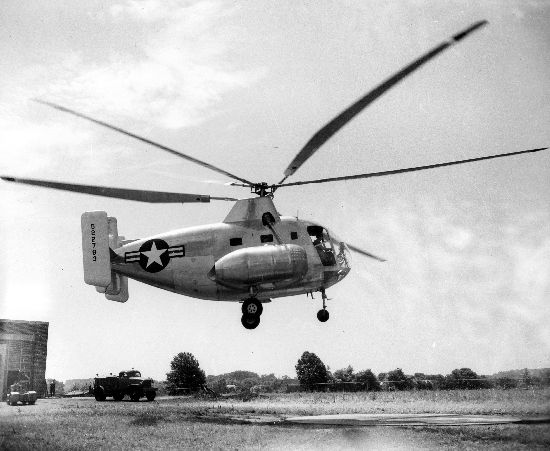
Kellett XR-10 ve visu nízko nad zemí.

- Armádní letectvo Spojených států amerických (USAAF)

## Specifikace

### Technické údaje
- Pohon: 2× motor Continental R-975-15, 390 kW každý
- Délka:[pozn. 1] 8,89 m
- Průměr hlavních rotorů: 2× 21,64 m
- Prázdná hmotnost:[pozn. 2] 4 340 kg
- Vzletová hmotnost: 6 990 kg
- Posádka: 2
- Kapacita: 10 vojáků nebo 6 zraněných osob na nosítkách nebo 1 610 kg nákladu

### Výkony
- Maximální rychlost: 160 km/h
- Cestovní rychlost: 135 km/h
- Dolet: 240 km
- Dynamický dostup: 4 600 m